# Płutniki
Płutniki (niem. Plötnick) – osada w Polsce położona w województwie warmińsko-mazurskim, w powiecie kętrzyńskim, w gminie Korsze. Osada od 1990 r. stanowi samodzielne sołectwo.
W latach 1975–1998 miejscowość administracyjnie należała do województwa olsztyńskiego.

## Historia
W roku 1913 majątek ziemski w Płutnikach należał do Gustava von Borcke, który był także właścicielem Tołkin. Zarządcą majątku w tym czasie był Leo von Natzmer.
Po II wojnie światowej w Płutnikach utworzono PGR, który przed likwidacją wchodził w skład PPGR Kombinat Rolny Garbno.
W Płutnikach znajduje się klasycystyczny dwór wybudowany w drugiej połowie XIX wieku. Dwór wzniesiony był na rzucie prostokąta z obustronnym, dwukodygnacyjnym ryzalitem na osi elewacji wzdłużnych. W obecnym stanie zachowania dwór posiada już oba skrzydła. Drugie skrzydło zostało odbudowane w 2009 r.